# Maria Clementina af Østrig (1777-1801)
Maria Clementina (24. april 1777–15. november 1801) var en østrigsk ærkehertuginde, der var kronprinsesse af Napoli og Sicilien fra 1797 til 1801. Hun var datter af den tysk-romerske kejser Leopold 2. og gift med Frans, Hertug af Calabrien (den senere kong Frans 1. af Begge Sicilier).